# Liste der Bodendenkmäler in Lappersdorf
Auf dieser Seite sind die Bodendenkmäler in dem Oberpfälzer Markt Lappersdorf zusammengestellt. Diese Tabelle ist eine Teilliste der Liste der Bodendenkmäler in Bayern. Grundlage ist die Bayerische Denkmalliste, die auf Basis des Bayerischen Denkmalschutzgesetzes vom 1. Oktober 1973 erstmals erstellt wurde und seither durch das Bayerische Landesamt für Denkmalpflege geführt wird. Die folgenden Angaben ersetzen nicht die rechtsverbindliche Auskunft der Denkmalschutzbehörde.

## Bodendenkmäler in Lappersdorf

### Bodendenkmäler in der Gemarkung Hainsacker
| Lage                  | Objekt | Akten-Nr.     | Bild |
| --------------------- | --- | ------------- | ---- |
| Hainsacker (Standort) | Frühneuzeitliche Hofwüstung Oberloch. | D-3-6838-0160 |      |
| Hainsacker (Standort) | Bronzezeitlicher Bestattungsplatz mit mindestens vier Grabhügeln. | D-3-6838-0161 |      |
| Hainsacker (Standort) | Vorgeschichtlicher Bestattungsplatz mit verebneten Grabhügeln. | D-3-6938-0528 |      |
| Hainsacker (Standort) | Vorgeschichtlicher Bestattungsplatz mit mindestens vier Grabhügeln. | D-3-6938-0531 |      |
| Hainsacker (Standort) | Freilandstationen des Paläolithikums und Mesolithikums, Siedlungen der Jungsteinzeit (Linearbandkeramik, Oberlauterbacher Gruppe, Münchshöfener Kultur), der Bronzezeit, der Späthallstatt-/Frühlatènezeit, der röm. Kaiserzeit und des frühen Mittelalters. | D-3-6938-0644 |      |
| Hainsacker (Standort) | Archäologische Befunde des Mittelalters und der frühen Neuzeit im Bereich der Katholischen Filialkirche St. Laurentius in Lorenzen, darunter die Spuren von Vorgängerbauten bzw. älterer Bauphasen.                                                          | D-3-6938-1072 |      |
| Hainsacker (Standort) | Mittelalterliche und frühneuzeitliche Hofwüstung Faulwies. | D-3-6938-1076 |      |
| Hainsacker (Standort) | Archäologische Befunde des Mittelalters und der frühen Neuzeit im Bereich der Katholischen Kapelle St. Wenzeslaus in Aschach, darunter die Spuren von Vorgängerbauten bzw. älterer Bauphasen.                                                                | D-3-6938-1080 |      |
| Hainsacker (Standort) | Archäologische Befunde des Mittelalters und der frühen Neuzeit im Bereich des ehemals befestigten Gutshofes Aschach. | D-3-6938-1081 |      |
| Hainsacker (Standort) | Archäologische Befunde des Mittelalters und der frühen Neuzeit im Bereich der Katholischen Pfarrkirche St. Ägidius in Hainsacker, darunter die Spuren von Vorgängerbauten bzw. älterer Bauphasen.                                                            | D-3-6938-1082 |      |
| Hainsacker (Standort) | Vorgeschichtlicher Bestattungsplatz mit mindestens acht Grabhügeln. | D-3-6938-1083 |      |
| Hainsacker (Standort) | Mesolithische Freilandstation. | D-3-6938-1084 |      |

### Bodendenkmäler in der Gemarkung Kareth
| Lage              | Objekt | Akten-Nr.     | Bild |
| ----------------- | --- | ------------- | ---- |
| Kareth (Standort) | Archäologische Befunde des Mittelalters und der frühen Neuzeit im Bereich des ehemals befestigten Herrschaftssitzes Rehtal.                                                                     | D-3-6938-1058 |      |
| Kareth (Standort) | Archäologische Befunde des Mittelalters und der frühen Neuzeit im Bereich der Katholischen Pfarrkirche St. Elisabeth in Kareth, darunter die Spuren von Vorgängerbauten bzw. älterer Bauphasen. | D-3-6938-1059 |      |
| Kareth (Standort) | Verebnete frühneuzeitliche Schanzen. | D-3-6938-1068 |      |
| Kareth (Standort) | Vorgeschichtliche Siedlung. | D-3-6938-1092 |      |

### Bodendenkmäler in der Gemarkung Lappersdorf
| Lage                   | Objekt | Akten-Nr.     | Bild |
| ---------------------- | --- | ------------- | ---- |
| Lappersdorf (Standort) | Vorgeschichtlicher Bestattungsplatz mit verebneten Grabhügeln. | D-3-6938-0640 |      |
| Lappersdorf (Standort) | Vorgeschichtlicher Bestattungsplatz mit verebneten Grabhügeln. | D-3-6938-0641 |      |
| Lappersdorf (Standort) | Archäologische Befunde des Mittelalters und der frühen Neuzeit im Bereich der Katholischen Filialkirche St. Bartholomäus in Oppersdorf, darunter die Spuren von Vorgängerbauten bzw. älterer Bauphasen.  | D-3-6938-1063 |      |
| Lappersdorf (Standort) | Archäologische Befunde des Mittelalters und der frühen Neuzeit im Bereich der Katholischen Pfarrkirche Mariä Himmelfahrt in Lappersdorf, darunter die Spuren von Vorgängerbauten bzw. älterer Bauphasen. | D-3-6938-1066 |      |
| Lappersdorf (Standort) | Mittelalterliche und frühneuzeitliche Befunde der abgegangenen Kirche Hl. Dreifaltigkeit in Hönighausen.                                                                                                 | D-3-6938-1085 |      |

### Bodendenkmäler in der Gemarkung Pettendorf
| Lage                  | Objekt                         | Akten-Nr.     | Bild |
| --------------------- | ------------------------------ | ------------- | ---- |
| Pettendorf (Standort) | Mesolithische Freilandstation. | D-3-6938-0535 |      |

### Bodendenkmäler in der Gemarkung Schwaighauser Forst
| Lage                           | Objekt                                              | Akten-Nr.     | Bild |
| ------------------------------ | --------------------------------------------------- | ------------- | ---- |
| Schwaighauser Forst (Standort) | Vorgeschichtlicher Bestattungsplatz mit Grabhügel.  | D-3-6838-0017 |      |
| Schwaighauser Forst (Standort) | Vorgeschichtlicher Bestattungsplatz mit Grabhügeln. | D-3-6938-0019 |      |